# 70. léta v hudbě
70. léta 20. století znamenala největší rozvoj disca hard rocku, heavy metalu, Punk-rocku.
Po konci legend jako byli např. The Doors, The Beatles, Janis Joplin, nebo Jimi Hendrix, nastala doba progresivního rocku (Pink Floyd), metalu (Black Sabbath), glam rocku (T. Rex), hard rocku (Grand Funk), Punk-rocku(Sex Pistols, The Damned), jazz rocku (Chicago, Chase), popu (Carpenters, ABBA, Barbra Streisand), soul/ R&B (The O'jays, The Stylistics, The Trammps), funk(Kool & the Gang, Ohio Players) a disca (Bee Gees, Donna Summer, Villedge People, Chic, Boney M.).

## Nejdůležitější skupiny
- T. Rex/glam rocku
- Roxy Music
- Mott the Hoople
- Alice Cooper Band
- Hawkwind
- Chicago/jazz rocku
- Creedence Clearwater Revival/country rocku
- America
- Grateful Dead
- Jefferson Starship
- The Doobie Brothers
- Deep Purple/hard rocku
- Led Zeppelin
- Grand Funk Railroad
- Mountain
- Uriah Heep
- Queen
- Black Sabbath
- Free
- Scorpions
- Kiss
- AC/DC
- Pink Floyd/progresivního rocku
- Yes
- King Crimson
- Emerson, Lake & Palmer
- Genesis
- Jethro Tull
- The O'jays/soul/R&B
- Stylistics
- Kool & the Gang/funk
- Ohio Players
- B.T. Express
- The JB's
- Parliament
- Funkadelic
- Sly & the Family Stone
- Steely Dan
- Sex Pistols/punk rocku
- The Clash
- The Damned
- ABBA
- Carpenters
- Electric Light Orchestra
- Chic
- Sister Sledge